# Барн (Нідерланди)
Барн (нід. Baarn) — місто і громада в провінції Утрехт (Нідерланди).

## Географія
Територія громади займає 33,01 км², з яких 32,54 км² — суша і 0,47 км² — водна поверхня. Станом на лютий 2020 року у громаді мешкає 24 867 осіб.

## Громада Барн

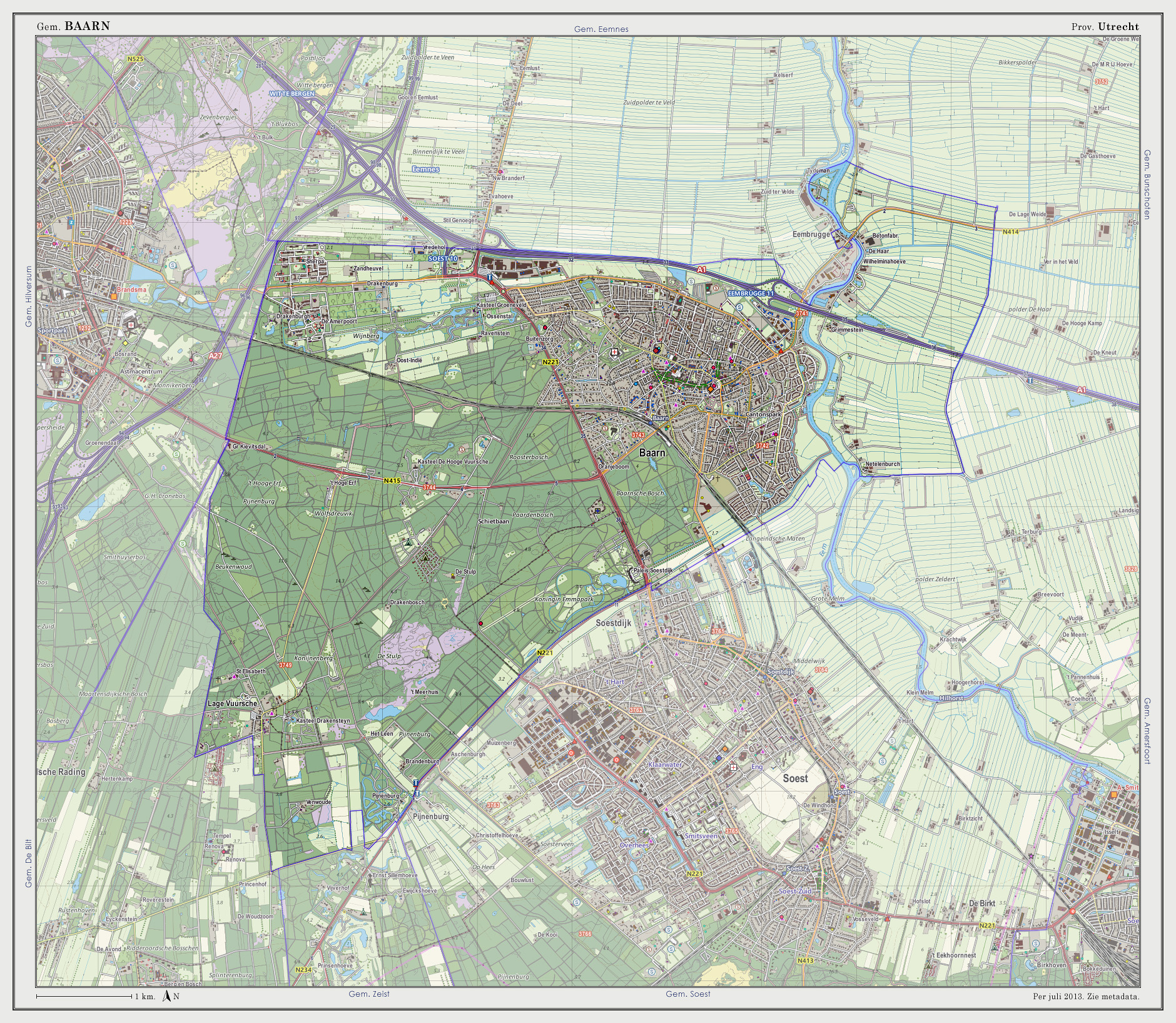
Топографічна карта громади Барн, липень 2013

У громаду Барн входять наступні поселення: Барн, Ембрюгге, Лаге-Вюрсхе.

## Місто Барн
Барн, головне місто громади, отримаа міські права в 1391 році. Місто розташоване в 8 км на схід від Гілверсума.
У 2001 році в місті Барн жило 22,871 осіб. Міська територія займає 4,66 км.
Королівській сім'ї належить кілька маєтків біля Барна.